# Alamania (orquídea)
 Alamania  es un género monotípico de orquídeas epífitas. Su única especie: Alamania punicea Lex. in P.de La Llave & J.M.de Lexarza, Nov. Veg. Descr. 2(Orch.Opusc.): 31 (1825), se distribuye por México de donde es endémica.

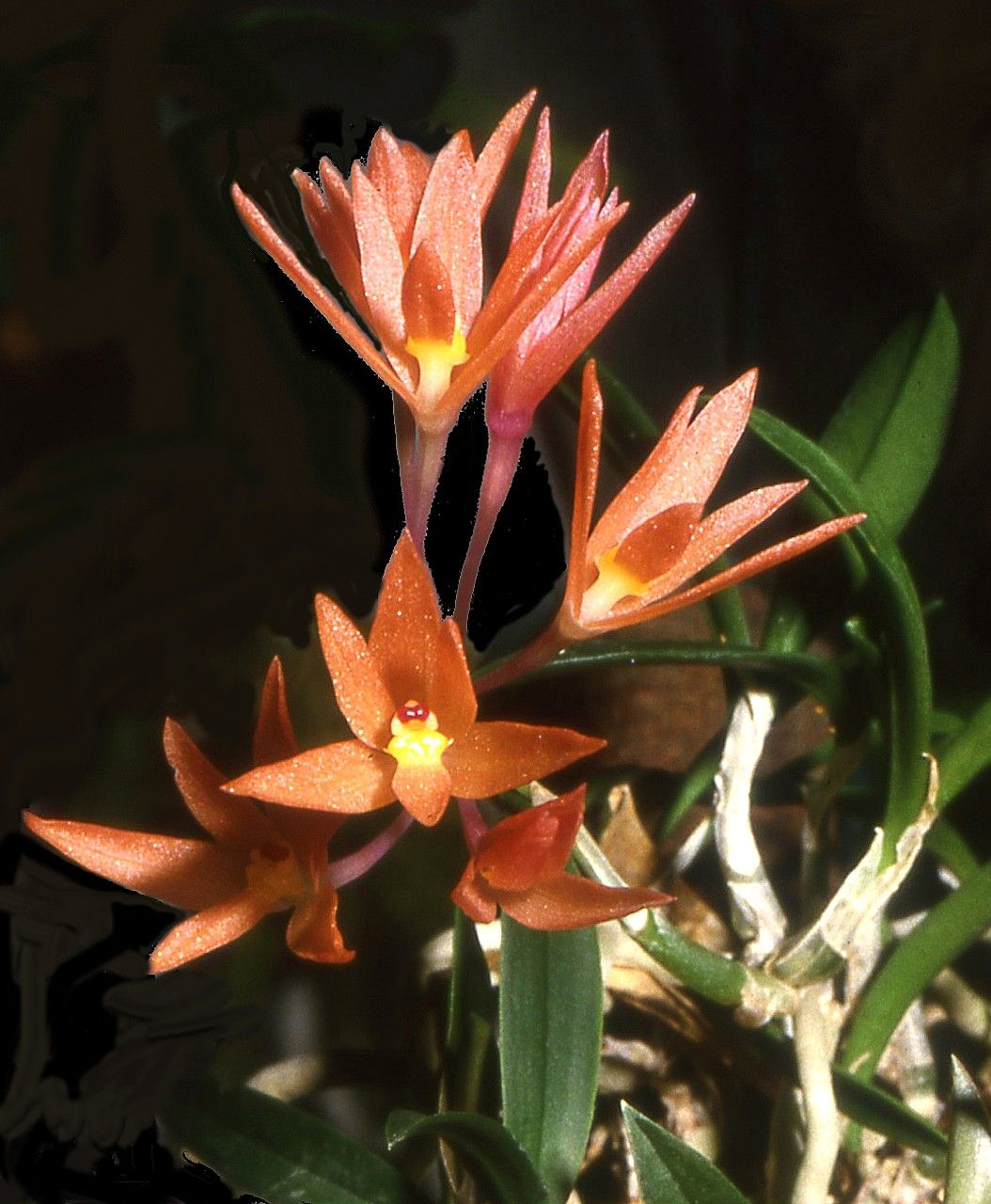
Detalle de la flor

## Distribución y hábitat
Esta especie epífita se encuentra sólo en México de donde es endémica. Vive en zonas altas entre 1500 a 2700 metros en los pastos y los bosques abiertos, en flujos de lava y junto a los grandes robles en las rocas o debajo de ellas.

## Descripción
Es una planta de tamaño pequeño, epífita que prefiere clima fresco, tiene un pseudobulbo ovoide con 2 a 3 hojas coriáceas, oblongo-elípticas, obtusas, articulares, basales y anchas y que florece en una inflorescencia erecta, terminal, en forma de racimo que puede llevar de una a nueve flores de color rojo-naranja. Produce su floración en la primavera y comienzos de verano. Esta especie es difícil de cultivar, al menos que se encuentre en las condiciones exactas de su hábitat natural.

## Taxonomía
El género fue descrito por Juan José Martínez de Lexarza y publicado en Novorum Vegetabilium Descriptiones 2: 31. 1825.
Etimología
La alamania fue nombrada así en honor de Lucas Alamán (1792-1853), recolector de orquídeas mexicano del siglo XIX.
Variedades
- Alamania punicea subsp. greenwoodiana Soto Arenas & R.Jiménez, Icon. Orchid. 5-6: t. 516 (2002 publ. 2003).
- Alamania punicea subsp. punicea.

Sinonimia
- Epidendrum puniceum (Lex.) Rchb.f. in W.G.Walpers, Ann. Bot. Syst. 6: 323 (1862).[3][4]